# 신도우 히카루
신도우 히카루(進藤ヒカル)는 히카루의 바둑의 주인공이다. KBS 더빙판에서는 '신재하'라는 이름으로 로컬라이징되었다.

## 소개
성우는 카와카미 토모코/최수민(KBS), 양정화(투니버스).